# Премия Ассоциации продюсеров кино и телевидения
Профессиональный приз Ассоциации продюсеров кино и телевидения в области телевизионного кино (Премия АПКиТ) — профессиональный приз, присуждаемый Ассоциацией продюсеров кино и телевидения российским кинопроектам на основании коллегиальной экспертной оценки продюсеров. Он вручается с 2013 года, учреждён Ассоциацией продюсеров кино и телевидения, которую возглавляет Сергей Сельянов (председатель правления), исполнительный директор АПКиТ — Ольга Жукова. Премия АПКиТ вручается фильмам и сериалам, вышедшим в минувшем году на федеральных телеканалах, в кинотеатральном прокате, а также на видеосервисах на территории РФ. Кроме того, традицией стало вручение специальных призов.

## Номинации Премии АПКиТ
На Премию АПКиТ могут выдвигаться проекты, полностью вышедшие в минувшем календарном году в эфире федеральных телеканалов, в кинотеатральном прокате, а также на видеосервисах на территории РФ. Лауреаты конкурса определяются по художественным и производственно-техническим критериям оценки работы, а также по коммерческим показателям проектов.
Профессиональный приз вручается в номинациях:
Телевизионные сериалы:
- Лучший мини-сериал на ТВ (1-4 серии);
- Лучший телесериал (5-19 серий);
- Лучший многосерийный телефильм (20 и более серий).

Сериалы на видеосервисах (премьера на онлайн-платформах):
- Лучший онлайн-сериал (1-6 серий);
- Лучший онлайн-сериал (7 и более серий).

Общие номинации (премьера в кинотеатрах, на ТВ и видеосервисах):
- Лучший комедийный сериал;
- Лучший анимационный сериал;
- Лучший документальный сериал;
- Лучший документальный фильм;
- Лучший полнометражный художественный фильм.

## Жюри Премии АПКиТ
Жюри премии АПКиТ — это первые лица кинокомпаний, входящих в Ассоциацию продюсеров кино и телевидения. В жюри от каждой кинокомпании входит один продюсер из её руководящего состава.
Конкурс на соискание национальной кинематографической премии АПКиТ проводится в два тура. В первом туре жюри рассматривает только те сериалы и фильмы, на которые подадут заявку кинокомпании-производители, анимационные студии, телеканалы-вещатели и видеосервисы. Условия включения проектов в лонг-лист для голосования обозначены в регламенте премии АПКиТ. Сроки подачи заявок на участие в конкурсе устанавливает дирекция.
По итогам голосования жюри в первом туре составляется список номинантов (шорт-лист) премии АПКиТ.
Второй тур определяет лауреатов национальной кинематографической премии АПКиТ.
Имена обладателей премии АПКиТ объявляются на ежегодной торжественной церемонии награждения.

## Рекорды премии АПКиТ
По состоянию на 23 июня 2024 года:
- Лидером по числу призов являются создатели мультсериала «Три кота», которые 5 лет подряд получают приз в номинации «Лучший анимационный сериал» (2020, 2021, 2022, 2023, 2024).
- В категориях за лучший сериал года по три приза у «Молодёжки» (2013, 2014, 2018), «Кухни» (2013, 2014, 2016) и «Топора» (2022, 2023, 2024).
- Среди режиссёров наибольшее число призов у Александра Котта (2013, 2018) за сериалы «Обратная сторона Луны» и «Троцкий».
- Лидером по числу призов среди операторов является Улугбек Хамраев (2015, 2017, 2018), получивший награды за сериалы «Мажор», «Клим» и «Троцкий».
- Наибольшее количество призов среди художников-постановщиков у Владимира Светозарова (2014, 2015), Евгения Качанова (2017, 2021) и Жанны Пахомовой (2019, 2024).
- Среди художников по костюмам лидерами по числу призов являются Светлана Москвина (2015, 2020) и Наталья Салтыкова (2017, 2021).
- В категории «Лучшая работа художника по гриму» лидирует Алексей Ивченко (2019, 2020) за пластический грим в сериалах «Лучше, чем люди» и «Эпидемия».
- Лидерами по числу призов среди звукорежиссёров являются Михаил Алексеенков (2016, 2018) и Игорь Иншаков (2016, 2018) за сериалы «Метод» и «Троцкий».
- В категории «Лучшая работа режиссёра монтажа» по числу призов лидируют Максим Полинский (2016, 2018) и Николай Булыгин (2016, 2018) за сериалы «Метод» и «Троцкий».
- За лучшие визуальные эффекты лидером по числу призов является Илья Шутов (2021, 2024) за сериалы «Перевал Дятлова» и «Волшебный участок».
- У актёров наибольшее число наград у Павла Деревянко (2013, 2019), Константина Хабенского (2016, 2018) и Тимофея Трибунцева (2019, 2021). Среди актрис лидером является Виктория Исакова (2014, 2020).

## Церемония награждения премии АПКиТ
Церемония вручения премии АПКиТ — это торжественное и яркое событие, на котором присутствуют первые лица индустрии: продюсеры, представители телеканалов, видеосервисов, крупнейших кинокомпаний, ведущие специалисты кинематографической отрасли и популярные актёры. Мероприятие ежегодно посещают порядка 500 VIP-гостей. За 10-летнюю историю вручения премия АПКиТ стала одной из главных площадок для дружеского общения в киноиндустрии.

## Награды премии АПКиТ
В 2020 году онлайн-трансляция восьмой церемонии вручения профессионального приза Ассоциации продюсеров была отмечена бронзовой наградой самого престижного международного конкурса ивентов BEA World в номинации DIGITAL / HYBRIDMEETING, CONVENTION & INCENTIVE.
Два года подряд премия АПКиТ становилась лауреатом конкурса «МедиаБренд» — значимого мероприятия в российской медиаиндустрии. В 2020 году — золото в номинации «Лучший проект с использованием технологий VR/AR», серебро за «Лучший ивент» и «Лучшее оформление интернет-проекта». В 2021-м — серебро за «Лучший брендинг» (TV & digital) и бронза как «Лучший ивент».
В 2021 году кейс IX премии АПКиТ стал лауреатом конкурса АКМР (Ассоциация директоров по коммуникациям и корпоративным медиа России) и издательского дома «МедиаБизнес». Награды получены в номинациях «Лучшее деловое событие» и «Лучшая студия для проведения онлайн-события».
2021 год завершился награждением девятой премии Ассоциации продюсеров ещё одной бронзой международного событийного фестиваля BEA World в номинации The New Physical Event.